# 2011年衆議院サーバーハッキング事件
2011年衆議院サーバーハッキング事件（2011ねんしゅうぎいんサーバーハッキングじけん）とは、衆議院のサーバーなどに侵入し情報を盗みウイルス（マルウェア）感染を広めた事件。
犯人を特定できないまま2014年に公訴時効成立となった。

## 概要
2011年7月に衆議院のサーバーに侵入され管理権限が奪取された。その後、約1ヵ月外部から自由に操作できる状態なっていたものと見られる。この間に国会議員、議員秘書および事務局職員ら合計2676人のID・パスワードが流出した。
さらに、接続していた衆議院事務局コンピューターや各議員のコンピューターにウイルス感染が広がった。また、衆議院の管理者のID・パスワードも流出した可能性が高く、衆議院内のネットワークを自由に動ける状態になっていた。
流出したデータは、中国国内のIPアドレスに送信されていた事が判明している。全議員のメールが盗まれた可能性があるとの産経報道がある。

## 経緯
7月25日に議員に送られてきたメールに添付されていた画像ファイルからのトロイの木馬型ウイルスに感染した
。
メールは記者を名乗っており、掲載する写真はこれで良いかという趣旨のメールだったという。
その後、その端末1台から衆議院サーバー4台および運用端末2台に二次感染した。
さらに、衆議院議員各端末25台に三次感染したと見られる。
衆議院のサーバーは、NTT東日本のセキュリティに守られていたが、それらを突破された事を総務省は認めている。
8月22日に管理者IDとパスワードが盗まれ、8月23日に最初に侵入された議員端末から不正に外部サイトへのアクセスしたと見られている。8月28日に保守業者が異常に気が付いた。
その後の調査で3台の端末から侵入痕跡を発見。NTT東日本は「日常の事案とは違う」と警告したが、事態の重要性を理解できない事務局は一時放置したとの産経報道がある。
9月1日に単なる端末のウイルス感染でなく大規模なハッキングと判明し、ネットワークを遮断した。

## 事件後
10月25日朝日新聞が単独スクープし、続いて読売など各社が一面記事で報じて事件が公になった。この報道で事件を知った議員も多く藤村官房長官（当時）は「衆議院にむしろこちら側から確認しているところ」との記者会見で述べた。
11月10日調査を終えたNTT東日本が最終報告書を提出。それを受けて11月14日に衆議院議院運営委員会庶務小委員会で報告された。事後調査で衆議院議員3名および防衛大臣を含む参議院議員7名にもメールは送られていた事が発覚したが、開封していたのは当初感染した1台のみだった。
事件後、議員から事務局が長期間報告しなかった事で事務所対応（感染チェックなど）が遅れたとして「この3ヶ月間、国会議員や事務所に対して注意・警告は何ら行われず、サイバー攻撃にさらされ続けていた全議員の事務所は、無知識、無防備のまま、平常通りに過ごしていた。」として批判が出ている。
事件の重大性から、内閣官房に危機管理関係省庁合同会議として「情報セキュリティ対策推進会議」が設立された。その後、「内閣セキュリティセンター」に昇格後、2015年1月9日に機能拡充するため「内閣サイバーセキュリティセンター」に改組し、現在に至っている。